# سیارک ۲۵۷۲۱
سیارک ۲۵۷۲۱ (به انگلیسی: 25721 Anartya، نامگذاری:2000AA174)۲۵۷۲۱مین سیارک کشف شده‌است که در ۰۷ ژانویه ۲۰۰۰ کشف شد.